# Lockheed SR-71
El Lockheed SR-71, conocido también de manera extraoficial como Blackbird ('mirlo' en español) y por sus tripulantes como Habu, fue un avión de reconocimiento estratégico de largo alcance capaz de superar la velocidad de Mach 3, hasta ahora el avión tripulado más rápido del mundo (no se tiene en cuenta el avión experimental North American X-15, puesto que nunca llegó al servicio activo), desarrollado a partir de los aviones Lockheed YF-12 y A-12 por el grupo Skunk Works de la compañía Lockheed. Estuvo activo desde 1964 a 1998. Clarence Johnson fue el diseñador principal de muchos de los conceptos que utilizaba el avión.
El SR-71 fue uno de los primeros aviones diseñados con tecnologías furtivas para reducir su firma radar. Sin embargo, el avión no era completamente furtivo, incluso tenía una importante sección transversal de radar (RCS) y era visible al radar del control de tráfico aéreo a varios cientos de kilómetros, incluso cuando no llevaba encendido su transpondedor. Este hecho fue corroborado por los lanzamientos de misiles al SR-71 cuando eran detectados por el radar. Los Estados Unidos afirman que el avión podía evadir los misiles tierra-aire simplemente acelerando a altas velocidades. Se perdieron un total de diecinueve aviones, aunque, según la Fuerza Aérea, ninguno fue debido a acciones de combate.

## Desarrollo

### Modelos predecesores

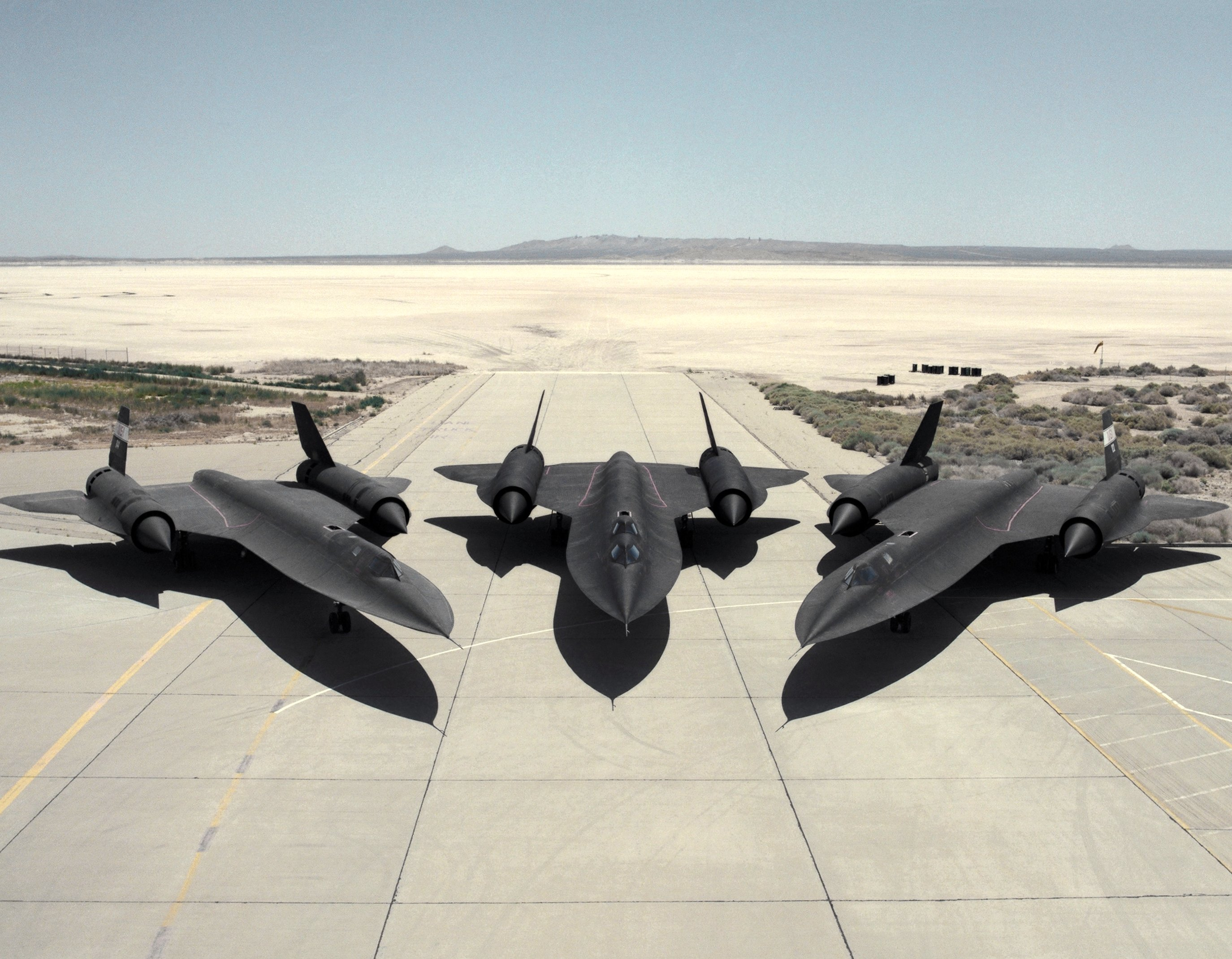
Lockheed SR-71.

El A-12 OXCART, diseñado para la CIA por Johnson en los Skunk Works de Lockheed, fue el precursor del SR-71. Lockheed utilizó el nombre de Archangel para este diseño, pero en muchos documentos utiliza el nombre preferido por Johnson para el avión: the Article (el Artículo). Mientras el diseño evolucionó, la designación interna de Lockheed paso de A-1 a A-12 cuando se realizaban cambios, tales como modificaciones del diseño para reducir la sección transversal de radar (RCS). El primer vuelo se realizó en Groom Lake (Nevada) el 25 de abril de 1962. Se trataba de un OXCART con la configuración A-11 y equipado con motores menos potentes Pratt & Whitney J75, debido a que el desarrollo de los Pratt & Whitney J58 se estaba retrasando.
Cuando los motores J58 llegaron y fueron instalados, el número de la configuración del OXCART cambió a A-12, nomenclatura final, ya que serían los motores estándar para todos los aviones. Se construyeron 18 unidades en tres variantes, de los cuales tres se convirtieron en YF-12A, prototipos para una versión de interceptor planeada, el F-12B y dos en la variante M-21.
La versión de reconocimiento para la Fuerza Aérea fue denominada originalmente R-12. Sin embargo, durante la campaña presidencial de 1964, el senador Barry Goldwater criticó continuamente la actuación del presidente Lyndon B. Johnson sobre la investigación y desarrollo de nuevos sistemas de armas. Lyndon B. Johnson decidió responder a esta crítica con la publicación del programa clasificado del A-12 y la existencia posterior de la versión de reconocimiento.

### Nombre y designación
La USAF tenía planeado renombrar a los A-12 como B-71, siendo sucesores del programa del bombardero supersónico B-70 Valkyrie, que tenían dos de estos aviones de pruebas volando en la base Edwards (California). El B-71 tendría capacidad nuclear de transportar seis bombas. La siguiente designación fue la de RS-71 (Reconnaissance-Strike, reconocimiento y ataque) cuando la capacidad de ataque se convirtió en una opción para el futuro.
Sin embargo, el jefe del Estado Mayor de la Fuerza Aérea de Estados Unidos Curtis LeMay prefería la designación SR y quería que se renombrase nuevamente, de RS-71 a SR-71. Antes de que el Blackbird fuese presentado por el presidente Johnson el 29 de febrero de 1964, LeMay presionó para modificar el discurso para se leyese SR-71 en lugar de RS-71. La transcripción que se le dio a la prensa en ese momento aún contenía la designación RS-71 en algunas partes, creando un mito alrededor de que el presidente Johnson había confundido el nombre del avión.
La revelación pública del programa y su designación oficial fueron un impacto para el personal de la Fuerza Aérea y de los Skunk Works participantes: en ese momento, los manuales de mantenimiento, de vuelo para la tripulación, diapositivas y otros materiales de estudio, aún tenían etiquetados impresos como modelo RS-71. Tras el discurso de Jonhson, el cambio de designación fue tomado como una orden del comandante aupremo e, inmediatamente, se volvieron a publicar los materiales con el nuevo título de SR-71, alterando 29 000 planos.

### Primer vuelo y uso
Aunque el predecesor, el A-12, realizó su primer vuelo en 1962, el SR-71 no voló por primera vez hasta el 22 de diciembre de 1964 y, en enero de 1966, el primer avión entró en servicio en la 42ª Ala de Reconocimiento Estratégico en la Base de la Fuerza Aérea Beale (California). El Mando Aéreo Estratégico (Strategic Air Command, SAC) de la USAF tuvo a los SR-71 Blackbird en servicio desde 1966 hasta 1991.
El 21 de marzo de 1968, el Mayor Jerome F. O'Malley y el Mayor Edward D. Payne realizaron la primera salida en un SR-71, con número de serie 61-7976. Durante su vida operacional, este avión acumuló un total de 2985 horas de vuelo en un total 942 salidas, incluyendo 257 misiones desde la base de Beale, la base aérea de Kadena (Okinawa) y la base de la RAF de Mildenhall (Inglaterra). El avión regresó al Museo Nacional de la Fuerza Aérea de Estados Unidos en Ohio el 27 de marzo de 1990.
En un periodo de 17 años, desde el 20 de julio de 1972 al 21 de abril de 1989, los SR-71 volaron realizando las siguientes marcas:
- 3551 misiones.
- 17 300 salidas totales.
- 11 008 horas de vuelo en misiones.
- 53 490 horas de vuelo totales.
- 2752 horas de vuelo en misiones a Mach 3.
- 11 675 horas de vuelo totales a Mach 3.

Mientras estuvo desplegado en Japón, en la base Okinawa, los SR-71 y, anteriormente, los A-12, que volaban sobre Rusia y China, recibieron el sobrenombre de Habu, un tipo de serpiente venenosa autóctona que parecía semejante al avión por su aspecto peligroso.
Se construyeron un total de 32 estructuras del avanzado fuselaje del avión, 29 unidades como SR-71A para realizar misiones, y dos como SR-71B de entrenamiento. La 32.ª estructura fue fabricada en 1969 como entrenador híbrido designado SR-71C, uniendo la mitad trasera de un YF-12 que sufrió un accidente de aterrizaje en 1966, con la parte delantera de un SR-71 utilizado primeramente para pruebas estáticas sobre la pista.
De todos los SR-71, 12 de ellos se perdieron en accidentes de vuelo o de aterrizaje, incluyendo uno de los de entrenamiento. Hubo una víctima mortal, Jim Zwayer, un especialista de sistemas de navegación y reconocimiento de Lockheed durante un vuelo de pruebas. El otro tripulante pudo eyectarse con seguridad o evacuar el avión en tierra, debido a que se necesitaba de un gran velocidad para poder aterrizar y despegar, por su diseño de ala en delta para alta velocidad.
Entre 1984 y 1987, la situación de las misiones de reconocimiento sobre la URSS cambió completamente. Los soviéticos disponían del interceptor MiG-31, que alcanzaba una velocidad de Mach 2,83 y utilizaba un radar Zaslon con un alcance de localización y destrucción de objetivos de 180 y 120 km respectivamente. Además, estaba equipado con los misiles aire-aire R-33 de una velocidad mínima de Mach 4,5 y un alcance de 120 km. 
Mijaíl Myagkiy fue uno de los pilotos del Regimiento de Aviación de la Guardia (en ruso: Гвардейская истребейтельный авиационный полк, Gvardeiskaya istrebeitel'nyi aviatsionnyi polk) que realizó durante este periodo 14 interceptaciones exitosas de los SR-71.

Por ejemplo, en su octava interceptación, el 31 de enero de 1986, Myagkiy y Aleksey Parshin, su Oficial de Servicio de Armas, subieron a su MiG-31 y rápidamente rompieron la barrera del sonido a 26 000 pies (7925 m). A 52 000 pies (15 849,6 m), el MiG logró el bloqueo por infrarrojos en el SR-71 y un indicador de objetivo mostró la distancia de 120 km en la parte superior de la pantalla. La computadora del interceptor entregó la información a los misiles y aparecieron cuatro triángulos verdes en el objetivo iluminado en la cabecera de la pantalla. Una voz femenina computarizada, denominada Rita, dentro de los auriculares de Myagkiy anunció: "Ataque". A 65 676 pies (20 018 m), la computadora volvió a ordenar: "Ataque". El SR-71 estaba volando a solo 8000 pies (2438 m) por encima del MiG. Llegó un momento en que Myagkiy pudo observar visualmente a la aeronave, por lo que si el avión espía hubiera violado el espacio aéreo soviético, se habría llevado a cabo un lanzamiento de misiles real. No había prácticamente ninguna posibilidad de que el SR-71 pudiera evitar un misil R-33.
3 de junio de 1986; esta vez los soviéticos no enviaron uno, sino seis MiG-31 para interceptar a un SR-71 sobre el Mar de Barents. Los seis cazas realizaron una intercepción coordinada que habría sometido al SR-71 a un ataque de misiles desde todos los ángulos.
Ante la intensa presión realizada por los soviéticos en este incidente, los SR-71 se acercaron cada vez menos a las fronteras de la URSS. Todo lo anterior hizo peligrar al SR-71 en sus misiones, con lo que se pensó seriamente en su utilización posterior. Apenas tres años después, los líderes de la CIA cancelaron el programa SR-71 (aunque se reactivó brevemente en otros teatros).
La USAF retiró los SR-71 el 26 de enero de 1990, supuestamente debido a la reducción del presupuesto de defensa y a los altos costes de operación. Las misiones de reconocimiento del SR-71 podían ser realizadas de forma más barata, y posiblemente mejor, utilizando los nuevos satélites y aviones no tripulados. El rendimiento del SR-71 no ha sido aún igualado, en velocidad y altitud, pero sus costes de vuelo por hora, mantenimiento y mejoras eran muy altos. Además, ya no se fabricaban repuestos para los aviones, por lo que se tenía que utilizar las partes de otros aviones y canibalizarlos, para mantener la capacidad de vuelo en la flota.
En 1995, la USAF volvió a activar a los SR-71 y comenzó a realizar operaciones de reconocimiento nuevamente en enero de 1997. Fueron retirados definitivamente en 1998. Durante la Guerra de Irak, hubo una falta de capacidad de reconocimiento para la búsqueda de misiles Scud, ya que otros aviones más lentos eran demasiado vulnerables y los satélites espías, que pasaban sobre Irak, eran predecibles y muy rápidos. Se solicitó la posibilidad de volar en algunas misiones pero fue rechazado por ser poco viable.

### Variantes

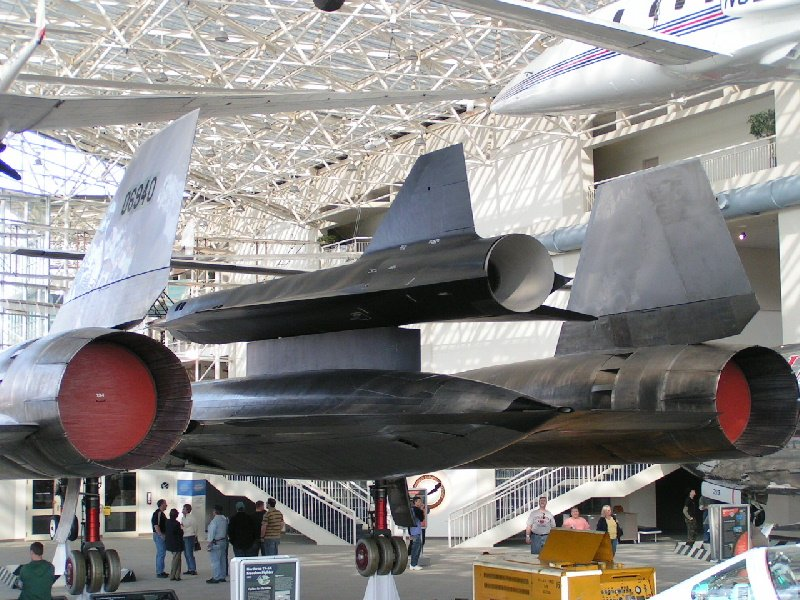
Parte posterior del M-21 con el dron D-21B.

Una variante significativa del diseño básico del A-12 fue el M-21. Se trataba de un A-12 modificado para reemplazar el asiento de la bodega que alojaba la cámara principal con una segunda cabina para un oficial de control de lanzamiento. El M-21 transportaría un dron D-21, un avión no tripulado de reconocimiento. Esta variante era conocida como M/D-21. El avión D-21 era completamente autónomo: tras su lanzamiento, llegaría al blanco asignado, después regresaría a un punto de encuentro donde lanzaría los datos para que fuesen recogidos en el aire por un C-130 Hercules y el avión se autodestruiría.
El desarrollo de este programa fue cancelado en 1966 cuando, tras lanzar el dron, este chocó con el M-21, destruyéndolo y muriendo el oficial de control de lanzamiento. Tras tres vuelos de prueba a distinto nivel, se realizó un cuarto vuelo considerado operacional. La onda de choque del M-21 retrasó el vuelo del dron, que chocó contra la cola del avión. La tripulación sobrevivió al impacto, pero el oficial murió ahogado cuando cayó al océano y su traje de vuelo se llenó de agua.
El único M-21 superviviente se exhibe, junto con el dron D-21B, en el Museo del Vuelo de Seattle (Washington). EL D-21 fue adaptado para ser transportado en las alas del bombardero B-52. Otros drones D-21B se exhiben en museos, como el Spruce Goose de Oregón y el AMARC en Arizona.

### Récords
El SR-71 permaneció durante su carrera como el avión de reconocimiento tripulado más rápido y con mayor techo de vuelo del mundo. Desde una altitud de 24 000 metros, podía inspeccionar más de 258 000 km², a 180 km² por segundo, de superficie terrestre. El 28 de julio de 1976, un SR-71 rompió el récord de velocidad máxima absoluta de 3529,56 km/h y el récord estadounidense de altitud absoluta de 25 929 m. Varios aviones podían superar esa altitud durante subidas pero no en un vuelo sostenido.
Cuando el SR-71 fue retirado en 1990, un avión voló desde la Planta 42 en Palmdale (California) hasta el Museo Nacional del Aire y el Espacio (Washington D. C.), realizando un marca de velocidad media de costa a costa de 3418 km/h, durando 64 minutos. El SR-71 mantiene la marca de vuelo entre Nueva York y Londres en 1 hora, 54 minutos y 56 segundos, conseguida el 1 de septiembre de 1974. En comparación, el Concorde tardaba 3 horas y 20 minutos y un Boeing 747, una media de 6 horas.
Las discusiones sobre las marcas y rendimiento del SR-71 están limitadas a los datos de la información desclasificada. Los datos reales del rendimiento aún son especulativas hasta que se hagan públicos nuevos datos.

### Sucesores
Existe mucha especulación sobre el posible reemplazo del SR-71, centrada especialmente en un avión identificado como Lockheed Aurora. Mientras que el Aurora es aún desconocido al público, es posible que la retirada del SR-71 fuese debida a la necesidad de dejar paso a los nuevos aviones espías de baja velocidad (UAV), conocidos como aviones robot no pilotados, y la confianza en los nuevos satélites de reconocimiento. 
Pero recientemente se presentan nuevos proyectos de aviones supersónicos de largo alcance en Rusia, respecto de los cuales la tecnología alcanzada por el SR-71 y las soluciones tecnológicas que se lograron desarrollar en este avión supersónico darán una ventaja a la industria espacial de Estados Unidos para poder competir en el futuro contra otros aviones supersónicos, por lo que se anticipa el surgimiento de este sorprendente y único avión supersónico en un nuevo modelo más avanzado para reconocimiento y como bombardero supersónico en el nuevo siglo.
Debido a la aparición de nuevos misiles tácticos con más precisión y satélites de vigilancia, estos aviones supersónicos de largo alcance quedaron obsoletos y no se continuó con el desarrollo de nuevos modelos de producción en serie, debido a su función muy específica; pero recientemente, con los acuerdos de limitación de armas estratégicas START II entre Rusia y Estados Unidos, se ha iniciado un nuevo programa de diseño y desarrollo para la construcción de nuevos aviones supersónicos de largo alcance, que volarán en el siglo XXI y serán el nuevo resurgimiento de este tipo de aviones de ala en delta de diseño futurista, que lograron solucionar con éxito varios problemas de diseño y estaban adelantados a su época.

## Diseño

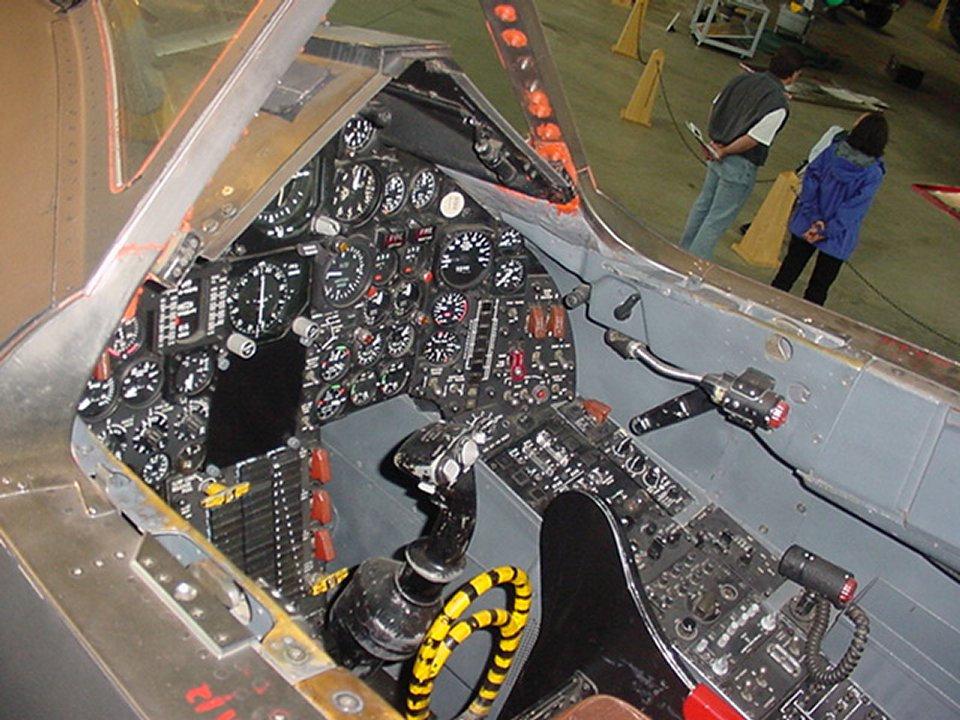
Cabina del SR-71 Blackbird.

El SR-71 fue un avión diseñado para volar a más de Mach 3, con dos tripulantes en tándem, el piloto en la cabina delantera y el Oficial de Sistemas de Reconocimiento (RSO) en la cabina trasera, manejando los equipos de reconocimiento y vigilancia.
La estructura del avión estaba realizada con titanio importado desde la Unión Soviética durante el punto álgido de la Guerra Fría. Lockheed utilizó todo tipo de pretextos para evitar que el gobierno soviético conociese el uso real del titanio. Para mantener los costes bajo control, utilizaron una aleación de titanio que era más moldeable a bajas temperaturas.
El SR-71 fue diseñado para minimizar su sección transversal de radar (RCS), uno de los primeros diseños de tecnología stealth. Sin embargo, el diseño no tuvo en cuenta la salida de gases de sus motores extremadamente calientes, que podía reflejar las ondas de radar. Curiosamente, el SR-71 es uno de los blancos de mayor tamaño de los radares de la Administración Federal de Aviación, pudiendo rastrear al avión desde varios cientos de kilómetros.
El avión acabado era pintado en un azul oscuro, casi negro, para aumentar la emisión de calor interno, ya que el fuselaje era utilizado como disipador de calor para refrigerar la aviónica, y como camuflaje en el cielo nocturno. Este color oscuro fue el que dio a estas aeronaves el nombre de “Blackbird".
Las rayas rojas que se encuentran en algunos SR-71 son marcas para prevenir a los técnicos de mantenimiento de no dañar la superficie del avión, ya que la zona central del fuselaje es delgada y sin apoyos internos, exceptuando las costillas estructurales, separadas entre sí varios decímetros.

### Tomas de aire

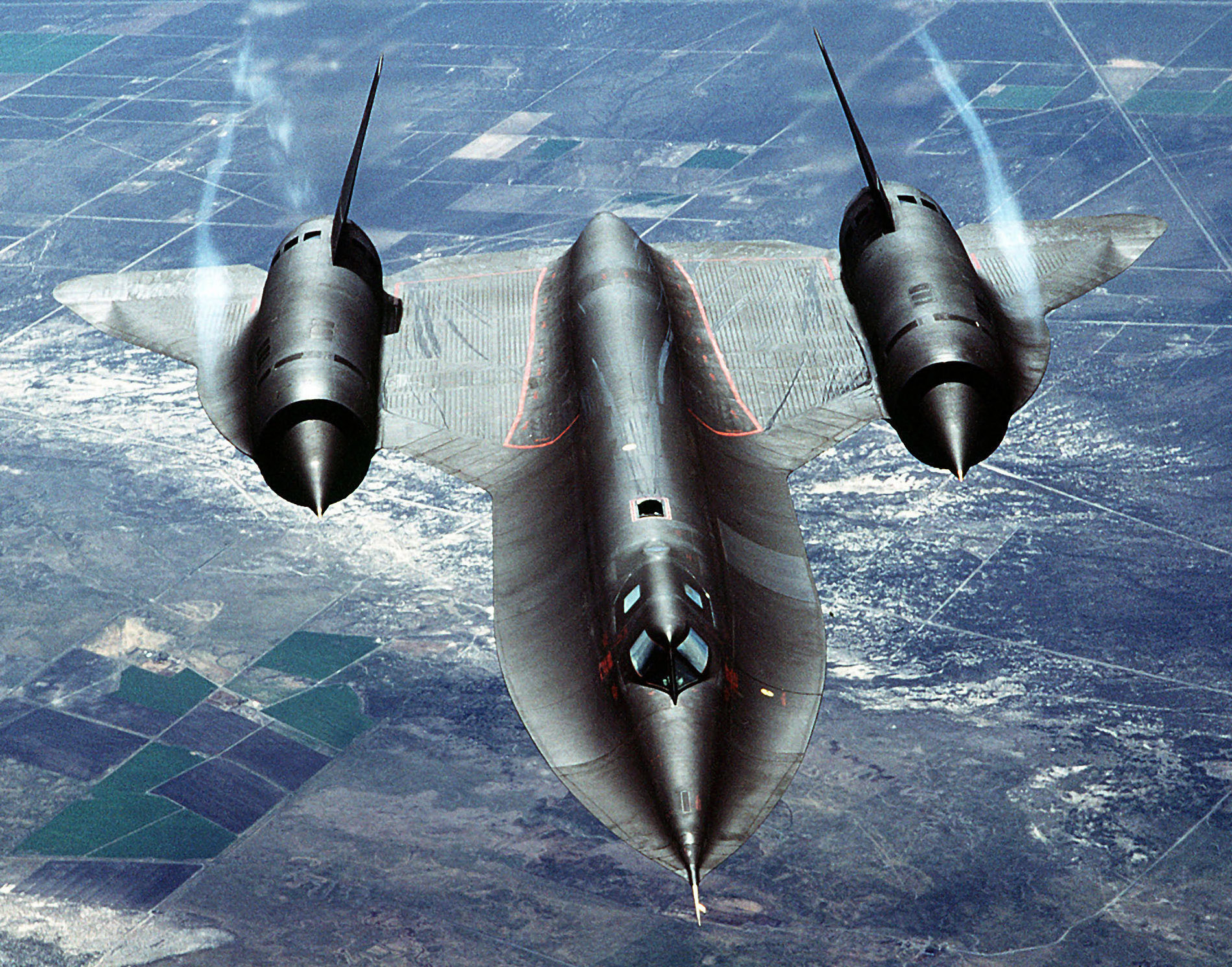
Vista del SR-71 en que se ven las trazas de vapor de agua.

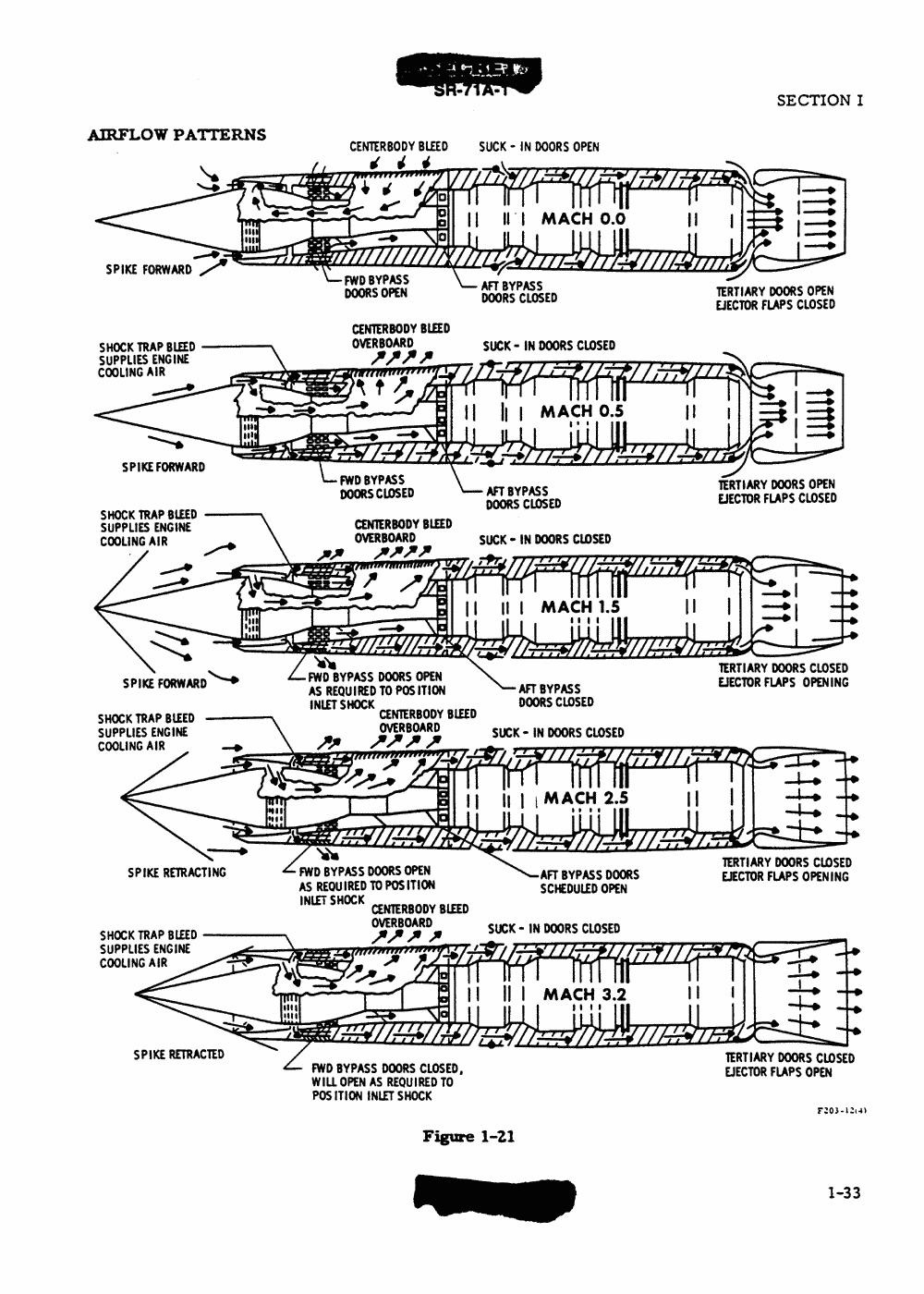
Diagrama de las tomas de aire.

Una característica crítica del diseño para permitir velocidades de crucero superiores a Mach 3, mientras proporcionaban un flujo de aire subsónico hacia los turborreactores, eran las entradas de aire. Frente a cada toma de aire había un cono puntiagudo móvil llamado «púa» que estaba bloqueado en la posición más delantera cuando el avión estaba en tierra o volaba a velocidad subsónica.
Cuando el avión aceleraba más allá de la velocidad supersónica, la púa se desbloqueaba a Mach 1,6 y empezaba a desplazarse al interior del motor, mediante un sistema mecánico, pudiendo trasladarse un máximo de 66 cm. El computador original que controlaba la toma de aire era un diseño analógico que, basándose en los datos del ángulo de ataque, de alabeo, guiñada y cabeceo, podía determinar, en forma automática y sin la intervención del piloto, cuánto desplazamiento necesitaba la púa.
En el vuelo supersónico, la púa del motor se retiraría del frente de la onda de choque, que se reflejaría en la campana interna de la toma de aire al cono y de vuelta a la campana del motor, causando una pérdida de energía y reduciéndola, hasta que se formase la onda de choque a Mach 1. La captura de la onda de choque dentro de la toma de aire recibía el nombre de «inicio de la toma». Las altas presiones se formarían dentro de la toma de aire y frente al compresor. Se diseñaron agujeros de sangrado y salidas alternas en las entradas de aire y los bastidores de los motores, para compensar estas presiones y mantener la toma de aire iniciada. 
Era tan importante la presión formada en la toma de aire del motor, con el control de la púa durante la velocidad supersónica, que a una velocidad crucero Mach 3,2 se estimaba que el 58% del empuje disponible provenía de la toma de aire a mayor presión, el 17% del compresor y el restante 25% del postquemador de combustible. Ben Rich, diseñador de las tomas en los Skunk Works, solía referirse a los compresores de los motores como «bombas que mantienen a las tomas vivas» y diseñó el tamaño de las tomas de aire del motor para una velocidad de crucero de Mach 3,2, velocidad a la que el SR-71 era más eficiente.
En los primeros años del programa Blackbird, el computador analógico de las tomas de aire no siempre podía mantenerse al ritmo de los cambios ambientales. Si la presión interna llegaba a ser muy grande y la púa estaba situada incorrectamente, la onda de choque desaparecía del frente de la toma de aire. Inmediatamente, el flujo de aire hacia el compresor del motor cesaba, el empuje se detenía y la temperatura de los gases expulsados empezaba a aumentar. Si uno de los dos motores mantenía el empuje, junto con la rápida desaceleración debida a la pérdida del 50% de la potencia disponible, el avión viraba violentamente hacia un lado. El piloto intentaba controlar el viraje, pero debido al ángulo se reducía la entrada de aire del motor opuesto y causaba una entrada en pérdida.
Uno de los métodos para impedir esta pérdida del control de la nave era que el piloto consiguiese cortar ambas tomas de aire, deteniendo el viraje y continuando el vuelo supersónico con el impulso inicial de los motores, pero al bajar la velocidad, permitía luego reiniciar cada toma de aire. Una vez reiniciadas, con la combustión normal del motor, la tripulación volvería a acelerar y recuperar altitud.
Finalmente se reemplazó el computador analógico por uno digital. Los ingenieros de Lockheed desarrollaron el software de control para las tomas de aire para que recapturase la onda de choque perdida y aligerase el motor antes de que el piloto fuese consciente del fallo. Los mecánicos del SR-71 eran los responsables de los ajustes precisos en las puertas de entrada dentro de la tomas de aire, mejorando el control de la onda de choque e incrementando el rendimiento.

### Fuselaje
Debido a los cambios extremos de temperatura en el vuelo, los paneles del fuselaje no estaban encajados perfectamente en tierra, sino que permanecían holgados. La alineación correcta solo se conseguía cuando la estructura del avión aumentaba de temperatura debido a la resistencia del aire a altas velocidades, causando que la estructura se expandiese unos cinco centímetros.
Debido a esta característica y a la falta de un sistema de sellado para el combustible que pudiese tratar las altas temperaturas, el combustible JP-7 podía filtrarse de los tanques a la pista de aterrizaje antes del despegue. El avión debía realizar una carrera corta en el aire, con el fin de calentar la estructura y, posteriormente, ser reabastecido en el aire para sellar los depósitos de combustible antes de salir a su misión.
La refrigeración se conseguía mediante la conducción del combustible de detrás de las superficies de titanio del fuselaje a la parte superior de las alas. No obstante, una vez que el avión aterrizaba, nadie podía acercarse durante un tiempo, ya que la cabina de mando del piloto aún seguía caliente, alcanzando hasta los 300 °C. Se utilizó en su sistema de frenos de amianto como frenos no cerámicos, debido a su alta tolerancia del calor.

### Tecnología furtiva
Un conjunto de características del SR-71 fueron diseñadas para reducir su firma de radar. Los primeros estudios de invisibilidad al radar parecían indicar que una forma aplanada con laterales estrechos, debería reflejar la mayor parte de las ondas de radar hacia un lugar que no fuese el punto de origen. Con este fin, los ingenieros de radar sugirieron añadir una curva aerodinámica alrededor del fuselaje y biselar al interior las superficies de control verticales. 
El avión también utilizaría materiales de absorción de ondas de radar especiales, que se incluían en forma de dientes de sierra en la superficie de las alas y algunas partes del fuselaje central, así como aditivos compuestos de cesio en el combustible, para reducir la visibilidad al radar de las columnas de los gases expulsados. La eficacia general de estas medidas son discutibles, ya que el avión no incorporaba los elementos actuales de las tecnologías stealth, y era fácil de rastrear por el radar enemigo, por el diseño de sus grandes motores, que estaban en medio de las alas, además de dejar una gran señal infrarroja cuando volaba a más de Mach 3.
Las características fueron útiles para propósitos de espionaje, ocultando el hecho de qué avión se trataba. El enorme rendimiento en vuelo del SR-71 lo hacía prácticamente invulnerable a los intentos de ser derribado, por lo que nunca se pudo derribar uno, a pesar de los más de 4000 intentos por hacerlo.
El avión era totalmente visible a los radares civiles de los aeropuertos a varios cientos de kilómetros, a pesar de no usar su transpondedor, por lo que era confundido frecuentemente con objetos voladores no identificados (UFO), pues sus misiones de reconocimiento eran secretas y no se revelaban a los controladores de vuelo. Su existencia se ocultó durante mucho tiempo y se suponía que ningún avión podía volar tan rápido durante tanto tiempo en forma sostenida.

### Borde aerodinámico

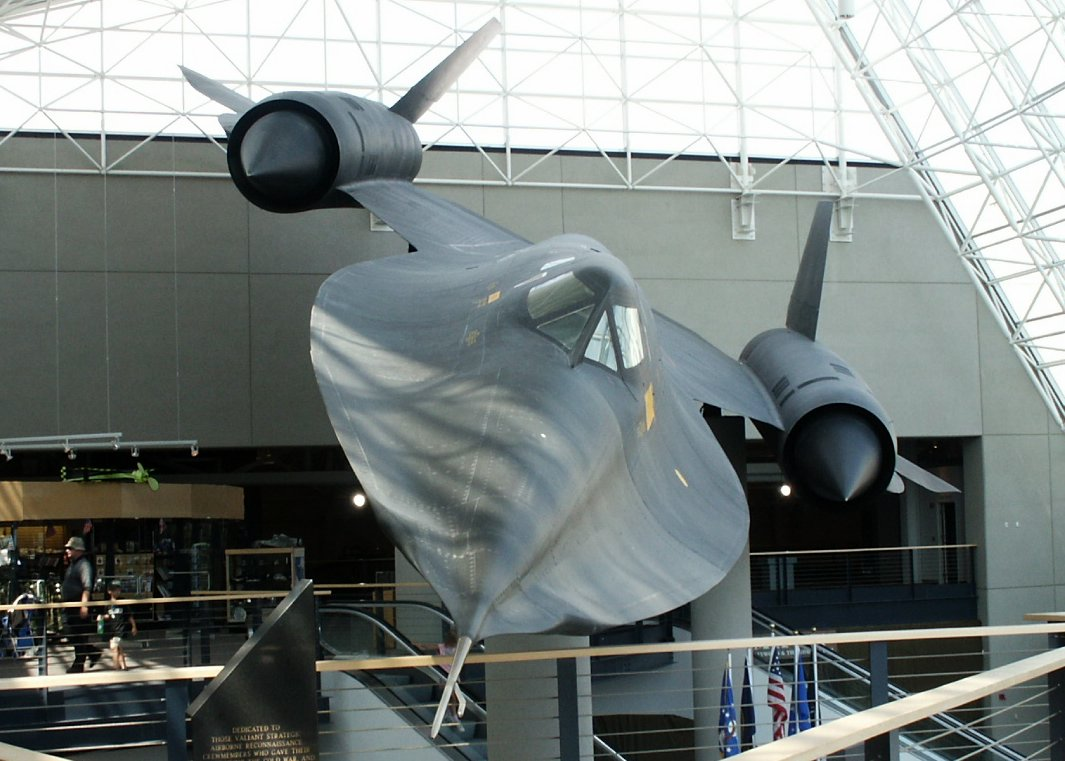
El borde aeródinamico del SR-71 le da su aspecto único.

El borde aerodinámico del SR-71 es una de las características únicas del avión. En un principio, el avión no iba a ser equipado con este borde, y tendría un aspecto similar a un F-104 de mayor tamaño, pero los ingenieros de radar convencieron a los diseñadores en añadir ese borde a algunos de los modelos para las pruebas de túnel de viento, ya que este borde reduciría la sección transversal de radar (RCS). Los diseñadores descubrieron que este borde generaba vórtices a su alrededor, aumentando la sustentación del avión.
El ángulo de incidencia de las alas en delta podía reducirse, permitiendo una estabilidad mayor y menor resistencia a altas velocidades, además de transportar mayor combustible en el fuselaje central, que aumentaría la autonomía del avión. Las velocidades de aterrizaje también se redujeron, ya que los vórtices creaban un flujo turbulento sobre las alas en ángulos de ataque altos, haciendo más difícil la entrada en pérdida. En consecuencia, el SR-71 podía realizar grandes giros a alta aceleración, hasta el punto de dejar el motor del avión sin absorber aire, lo que causaría un fallo de motor. Los pilotos eran advertidos de no realizar aceleración mayores a 3 G, para mantener el ángulo de ataque bajo y permitir la entrada del aire suficiente en los motores.
El nuevo borde aerodinámico actuaba como extensiones del borde de ataque de las alas, que luego sería utilizado como un nuevo diseño de borde de ataque, para aumentar la agilidad y los giros a alta aceleración, en muchos aviones de caza modernos, como el F-5, F-16, F/A-18, los soviéticos MiG-29 y Su-27. Una vez descubiertas las ventajas de este nuevo borde aerodinámico, durante las pruebas en el túnel de viento, la utilización de alas delanteras canard no fue necesaria y se desecharon. El uso de este nuevo borde aerodinámico forma parte del diseño base de nuevas aeronaves no tripuladas furtivas, como el RQ-3 Dark Star, Boeing Bird of Prey, Boeing X-45 y X-47 Pegasus, ya que permite la estabilidad sin necesidad de alas de cola, siendo el mayor aporte de este avión a la industria aeronáutica.

### Combustible
En el desarrollo del SR-71, se comenzó utilizando una planta motriz alimentada por una suspensión de carbón, pero Clarence Johnson determinó que las partículas de carbón dañaban los componentes del motor. Luego comenzó con la investigación de un motor alimentado por hidrógeno líquido como combustible, pero los depósitos que necesitaba para almacenar el hidrógeno criogénico no eran apropiados en el factor de forma del avión.
Por tanto, se centraron en un sistema más convencional, aunque especializado. En el desarrollo original del A-12 OXCART a finales de los años 1950, el combustible JP-7 tenía un punto de inflamabilidad relativamente alto (60 °C). De hecho, el combustible era utilizado como refrigerante y fluido hidráulico en el avión antes de ser quemado. El JP-7 contenía contaminantes fluorocarbonos para aumentar su poder lubricante, un agente oxidante para poder arder en los motores y un compuesto de cesio, el A-50, para reducir la señal de radar de la salida de gases. El combustible era muy caro y contaminante, costando entre 24 000 y 25 000 dólares la hora de operación del SR-71. En comparación, el avión espía U-2, de combustible convencional, costaba un tercio.
El JP-7 resultaba extremadamente fluido y difícil de arder de una forma convencional. Al ser tan fluido, solía escaparse del avión cuando estaba en tierra, debido a que las planchas del fuselaje estaban diseñadas de forma que garantizasen la estanqueidad, sólo al momento de expandirse por efecto del aumento de temperatura durante el vuelo, pero esto no suponía amenaza de incendio. Cuando los motores del SR-71 se encendían, se inyectaba trietilborano de otros tanques de combustible, que ardía al contacto del aire para aumentar la temperatura y poder encender al JP-7 en tierra. El uso del trietilborano también servía para iniciar los posquemadores en pleno vuelo.

### Superficie de titanio
Los estudios de la superficie de titanio del avión demostraron que el metal se volvía más resistente constantemente, debido al calor intenso causado por la fricción aerodinámica sobre el fuselaje central y las alas. Las principales partes de la superficie alar, tanto superior como inferior, del SR-71, eran corrugadas en lugar de lisas. Debido a las tensiones por las expansiones térmicas de una superficie lisa, habría acabado por agrietarse y doblarse. Al ser una superficie arrugada y más extendida, esta podía expandirse fácilmente, tanto vertical como horizontalmente sin sobretensiones, además de incrementar su tamaño longitudinal.
En un principio, los especialistas en aerodinámica estaban en contra del concepto de superficies arrugadas, y acusaron a los diseñadores de intentar hacer que un viejo avión Ford Trimotor, conocido por su superficie de aluminio arrugado, alcanzase Mach 3.

### Motores

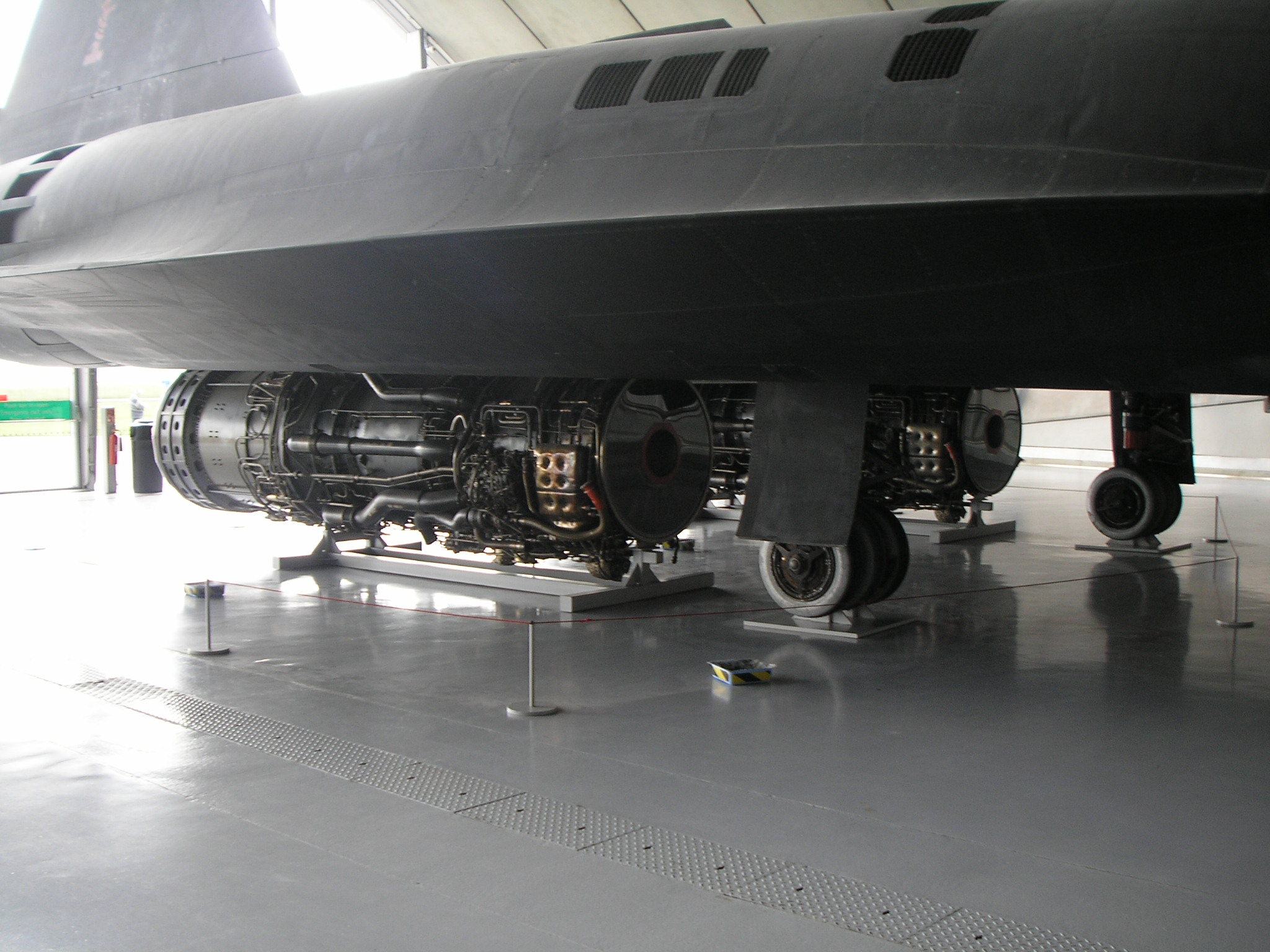
Los motores Pratt & Whitney J58 de un SR-71.

Los motores Pratt & Whitney J58-1 utilizados por el SR-71 fueron los únicos motores militares diseñados especialmente para operar continuamente en postcombustión de combustible, y haciéndose más eficientes, cuando el avión iba más rápido, por la presión del aire en la campana del motor. Cada motor J58 producía un empuje de 145 kN=14 785 kgf. En total, casi 30 000 kgf de empuje con ambos motores.
El J58 era un motor único, ya que se trataba de un motor a reacción híbrido: un turborreactor convencional, dentro de un estatorreactor. A bajas velocidades el turborreactor (motor central) y el estatorreactor (con los posquemadores funcionando sin derivar el aire) funcionaban juntos, pero a altas velocidades (sobre Mach 2), el turborreactor se cerraba y permanecía en el medio, con el aire pasando a su alrededor hasta el estatorreactor.
El aire entraba inicialmente comprimido por los conos de compresión, pasaba a través de cuatro etapas de compresión y era separado por álabes móviles: una parte entraba en los ventiladores del compresor y el resto del aire iba directamente al posquemador a través de seis tubos de derivación. El aire que iba al turborreactor era de nuevo comprimido y entonces se le añadía el combustible en la cámara de combustión. Tras pasar por la turbina, se reunía con el restante aire en el posquemador.
Alrededor de Mach 3,65, el calor formado a partir del cono de compresión, más el calor de los compresores, era suficiente para conseguir el aire a altas temperaturas, y el combustible podía ser añadido en la cámara de postcombustión sin la necesidad de la mezcla por parte de la turbina. Esto significaba que el conjunto compresor-cámara-turbina del motor central, proporcionaba menos potencia y que el SR-71 volaba principalmente por el aire que entraba y era derivado directamente a los posquemadores, creando un efecto de estatorreactor. Ningún otro avión podía realizar esto.
El rendimiento a bajas velocidades era pobre. Incluso para traspasar la barrera del sonido el avión necesitaba realizar un picado. La razón era que el tamaño de los turborreactores convencionales fue sacrificado para reducir el peso, pero luego de esto, aún permitía al SR-71 alcanzar velocidades a las que el efecto estatorreactor fuese importante y eficiente, y el avión podía acelerar rápidamente a Mach 3. La eficiencia también era buena debido a la alta compresión y la baja resistencia del diseño aerodinámico, lo que le permitía cubrir grandes distancias a altas velocidades.

### Sistema de navegación astro-inercial

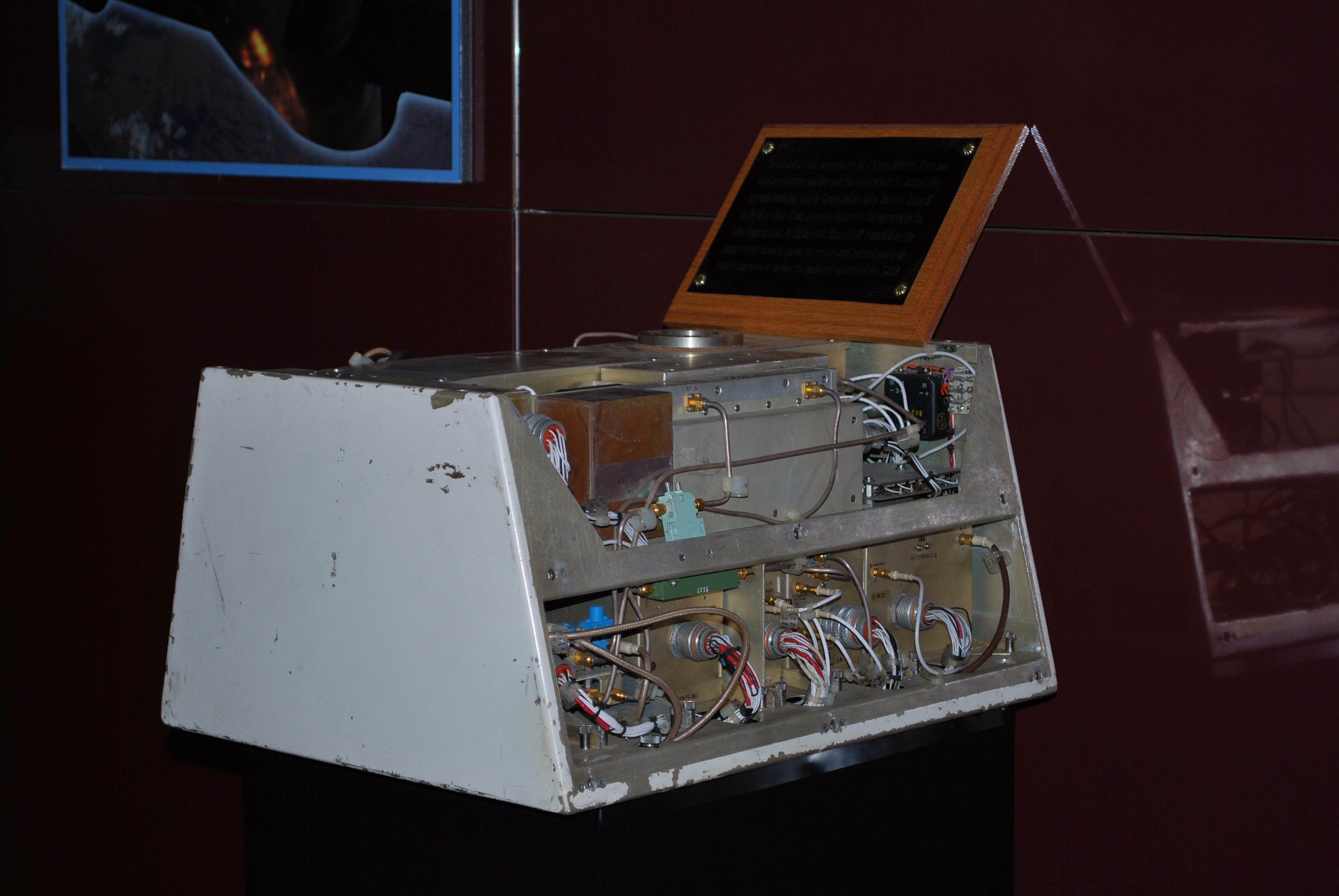

Los requisitos de navegación del SR-71 en cuanto precisión de la ruta, seguimiento y señalización del objetivo precedieron al desarrollo y expansión de los sistemas de posicionamiento global como el GPS. Los sistemas de navegación inerciales ya existían, pero la USAF quería un sistema que fuese superior para las misiones de larga duración que tenía previsto el SR-71.
Nortronics, la organización de desarrollo electrónico de Northrop, tenía una extensa experiencia con sistemas astro-inerciales, y habían proporcionado los primeros sistemas para el misil Snark. Nortronics desarrolló el sistema de navegación astro-inercial para el misil AGM-87 Skybolt, que sería transportado y lanzado desde bombarderos B-52H. Cuando el Programa Skybolt fue cancelado en diciembre de 1962, Nortronics desarrolló recursos para que el Programa Skybolt fuese adaptado al Programa Blackbird. Una organización de Nortronics completó el desarrollo de este sistema, definido a veces como NAS-14 o NAS-21.
El alineamiento primario del sistema de navegación astro-inercial, se hacía en tierra y requería mucho tiempo. Un rastreador estelar de luz azul, que podía detectar estrellas tanto de día como de noche, debía estar continuamente inspeccionando el cielo en busca de ciertas estrellas seleccionadas en un computador digital. En la versión original tenía la información de 56 estrellas, y el sistema corregiría los posibles errores con las observaciones celestes.
El sistema está situado detrás de las cabinas y rastrea las estrellas a través de una ventana de cuarzo redonda. Uno de los principales problemas era el calentamiento del SR-71 a altas velocidades, pero fue resuelto por los ingenieros de Lockheed y Nortronics durante las primeras fases de pruebas.

### Sensores y cargas
Las capacidades originales para el SR-71 incluían sistemas de imagen ópticos e infrarrojos, radar de búsqueda lateral (SLR), inteligencia electrónica (ELINT), sistemas defensivos contra amenazas de cazas y misiles, y sistemas de grabación de datos y mantenimiento.
Los sistemas de imagen ópticos e infrarrojos variaban entre una cámara de seguimiento de Fairchild y una cámara de seguimiento infrarroja HRB Singer, dos Cámaras de Objetivo Operacional (OOC) de ITEK que proporcionaba una imagen estereográfica, una Cámara de Barrido Óptica (OBC) de Itek que reemplazaba a las OOC y dos Cámaras de Objetivo Técnicas (TEOC) de HYCON que podían ser apuntadas hacia abajo o en ángulos de 45°. La TEOC tenía una resolución que podía ver las señales del suelo de un aparcamiento a 25 000 m. En los últimos años de servicio del SR-71, el uso de la cámara infrarroja fue intermitente.
El nuevo radar de búsqueda lateral (SLR), construido por Goodyear Aerospace en Arizona, estaba situado en la sección desmontable del morro. Fue reemplazado por el ASARS-1 (Advanced Synthetic Aperture Radar System) de Loral. Ambos radares podían realizar mapas del terreno y recoger los datos, de franjas fijas o de un punto en concreto cuando se deseaba mayor resolución.
Los sistemas de reunión de información ELINT, denominado EMR (Electro Magnetic Reconnaissance System) construido por AIL podía recopilar los datos de señales electrónicas. Un computador con instrucciones podía hacer una búsqueda de objetos de mayor interés.
Los sistemas de defensa, construidos por varias compañías punteras en las contramedidas electrónicas incluían los sistemas A, A2, A2C, B, C, C2, E, G, H y M. Cada una de estas cargas adicionales podía ser transportada dependiendo de la misión en particular.
Los sistemas de grabación recopilaban los datos de los demás sensores para el análisis posterior en tierra, además de la información de mantenimiento del estado del avión. En los últimos años, se añadió un sistema de enlace de datos que permitía que la información recogida por el ASARS-1 y ELINT fuese enviada a una estación terrestre.

## Variantes
SR-71A
Variante principal de producción.
SR-71B
Variante de entrenamiento.
SR-71C
Un avión híbrido compuesto por el fuselaje trasero del primer YF-12A (S/N 60-6934) y el fuselaje delantero de una unidad de SR-71 de pruebas estáticas. El YF-12 se había estropeado en un accidente al aterrizar. Este Blackbird parecía no estar del todo recto y sufría de guiñada a velocidades supersónicas. Fue apodado "El Bastardo".

## Operadores
Estados Unidos
- Fuerza Aérea de los Estados Unidos

## Apariciones notables en los medios
- En la novela La alternativa del diablo, de Frederick Forsyth, el protagonista Adam Munro, agente del Servicio de Inteligencia inglés MI6, hace el vuelo de Washington a Moscú y de Moscú a Berlín en un SR-71, para llevar a cabo una misión de urgencia.
- En la novela El cardenal del Kremlin, de Tom Clancy, se menciona el SR-71 como blanco de rastreo para un sistema experimental de defensa contra misiles balísticos, similar a la Iniciativa de Defensa Estratégica.
- En la novela Tormenta roja, de Tom Clancy, se menciona al SR-71 como un posible candidato de la OTAN para fotografiar la estación aérea de Andøya debido a la alta concentración de cazas soviéticos y del Pacto de Varsovia, y misiles antiaéreos al norte de Bodø.
- Los personajes de cómic X-Men utilizan un avión parecido al SR-71, cuyo nombre también es Blackbird pero puede despegar en forma vertical y hacerse invisible. Además, en la película "X-men Primera Generación", éstos también lo utilizan.
- En el manga Hellsing, el vampiro Alucard utiliza un SR-71 británico modificado para atacar un portaaviones enemigo y tomar el control del barco.
- En el juego Heatseeker de la Wii y de la PS2 se puede escoger el SR-71 Blackbird cuando logras desbloquearlo. Es el mejor avión disponible en lo que a potencia de fuego se refiere, y posee la única carga nuclear de todo el juego, usable una sola vez y provoca un despliegue gráfico espectacular.
- En el juego Incoming un avión similar a SR-71 es usado por el jugador y los extraterrestres como avión de combate.
- En la película de 1985 D.A.R.Y.L., el protagonista roba y pilota un SR-71 para escapar del gobierno y regresar con la familia con quienes vivía.
- En la película de 1997 Black Thunder (Trueno Negro), unos pilotos manejan un SR-71 para perseguir un prototipo secreto de avión llamado Nova hasta Libia que fue robado al estado.
- En el relato Una cura para el cáncer, de Michael Moorcock, Jerry Cornelius escapa en un avión nombrado biplaza interceptor y de reconocimiento estratégico Lockheed SR-72 Mach 3. En la ilustración de Malcolm Dean se muestra un aparato muy similar al SR-71.
- En el relato Suplancy, el presidente, antes de morir en manos de Revolucionario, pide que un SR-72, en homenaje al SR-71, bombardee la residencia presidencial, el permiso es denegado, pero Jerko hackea el sistema y hace despegar al avión.
- En Space Cowboys uno de los SR-71 aparece de "secundario" junto a Tommy Lee Jones.
- En Soy leyenda (película), aparece el actor Will Smith jugando a lanzar pelotas con un palo de golf sobre el fuselaje de un SR-71, estacionado sobre la cubierta del portaaviones-museo USS Intrepid en Manhattan.
- En Iron Man (película), se menciona el SR-71 como el avión que sustenta el récord de altura en 26 000 m.
- En Transformers: la venganza de los caídos, Jetfire es un antiguo Transformer que se había disfrazado de SR-71 Blackbird.
- En el juego U.N. Squadron, en la versión SNES, el la fase 08. Canyon — SR-71 Blackbird , el jugador lucha contra un SR-71 Blackbird, armado con misiles y bombas.
- En el juego Call of Duty: Black Ops se encarna brevemente al navegante de un SR-71 en la misión ADM y es una de las rachas de bajas en el modo multijugador.
- En el libro Atlantis, la ciudad perdida de Greg Donegan, un avión SR-71 se estrella cerca de un río, y un escuadrón tiene que rescatar el avión.
- En el juego Ace Combat 3: Electrosphere para la consola Playstation 1 se utiliza una versión de combate ficticia modernizada del SR-71 en varias misiones.
- En el juego Aerofighters de la máquina Arcade (Sonic Wings) aparece en la fase del parque de Atracciones dos SR-71 que, al destruirlos, da ítems a los jugadores.
- En el juego de Capcom X Men Children of the Atom, uno de los escenarios de combate es encima de un SR-71 en un portaaviones.
- En el juego Tom Clancy's H.A.W.X se puede pilotar tanto el SR-71 Blackbird, como el YF-12A
- El fabricante de motos Honda sacó al mercado en 1996 el modelo CBR 1100 XX SUPERBLACKBIRD, cuyo sobrenombre hace homenaje al SR-71. Fue la primera moto de producción en serie capaz de alcanzar los 300 km/h.

## Especificaciones (SR-71A)
Referencia datos: SR-71.org

### Características generales
- Tripulación: Dos (piloto y navegante)
- Carga: 1600 kg de sensores
- Longitud: 32,7 m (107,4 ft)
- Envergadura: 16,9 m (55,6 ft)
- Altura: 5,6 m (18,5 ft)
- Superficie alar: 170 m² (1829,9 ft²)
- Peso vacío: 30 600 kg (67 442,4 lb)
- Peso cargado: 77 000 kg (169 708 lb)
- Peso máximo al despegue: 78 000 kg (171 912 lb)
- Planta motriz: 2× turborreactor con postcombustión continua Pratt & Whitney J58-1.
  - Empuje normal: 110 kN (11 217 kgf; 24 729 lbf) de empuje cada uno.
  - Empuje con postquemador: 144,6 kN (14 742 kgf; 32 500 lbf) de empuje cada uno.
- Ancho de vía: 5,08 m
- Distancia entre ejes: 11,53 m

### Rendimiento
- Velocidad máxima operativa (Vno): 3540 km/h (Mach 3,2+) a 24 000 m
- Alcance: 5400 km (2916 nmi; 3355 mi)
- Alcance en ferry: 5926 km
- Techo de vuelo: 25 908 m (85 000 ft)
- Régimen de ascenso: 60 m/s (11 810 ft/min)
- Carga alar: 460 kg/m² (94,2 lb/ft²)
- Empuje/peso: 0,382

## Aeronaves relacionadas

### Desarrollos relacionados
- Lockheed A-12
- Lockheed YF-12

### Aeronaves similares
- Bristol 188
- Mikoyan-Gurevich MiG-25
- Tsybin RSR

### Secuencias de designación
- Secuencia B-_ (Bombarderos del USAAC/USAAF/USAF, 1926-1962): ← B-68 - RB-69 - B-70 - B-71
- Secuencia RS-_ (Aviones de Reconocimiento-ataque de la USAF, 1960-1962): RS-70 - RS-71